# Louis-Mayeul Chaudon
Pour les articles homonymes, voir Chaudon.
Louis-Mayeul Chaudon, né le 20 mai 1737 à Valensole et mort le 28 mai 1817 à Mézin, est un biographe français.

## Biographie
Après avoir achevé ses études aux collèges de Marseille et d’Avignon, Chaudon entra chez les Bénédictins, dans la congrégation de Cluny. Le goût des lettres avait en partie décidé sa vocation et, comme la plupart des jeunes gens, il cultiva d’abord la poésie avant d’y renoncer pour se livrer entièrement à l’étude de l’histoire et de la chronologie.
Considérant que le Dictionnaire de Jean-Baptiste Ladvocat laissait beaucoup à désirer, il entreprit de le compléter pour son usage. Celui de Barrai n’ayant pas rempli son attente, Dom Chaudon fit paraître en 1766 le Nouveau Dictionnaire historique, dont le succès surpassa toutes ses espérances. Contrefait presque immédiatement dans les pays étrangers et même en France, imité ou traduit dans plusieurs langues, tout concourut à prouver et l’utilité de l’ouvrage, et sa supériorité sur ceux qui avaient paru jusqu’alors dans le même genre.
Quoique occupé sans cesse à revoir son dictionnaire, à le retoucher, et à l’améliorer, Dom Chaudon sut encore trouver le loisir de composer plusieurs écrits estimables. En 1767, il publia le Dictionnaire antiphilosophique, dans lequel, tout en rendant justice aux talents d’écrivain de Voltaire, il repoussait avec force ses attaques contre la religion. Il garda prudemment l’anonymat pour échapper aux sarcasmes de Voltaire. Il reçut à l’occasion de cet ouvrage des brefs du pape Clément XIII, et plus tard du pape Pie VI.
Deux ans après, en 1769, Dom Chaudon publia sous le nom de plume de « des Sablons » l’examen des jugements portés par Voltaire sur quelques grands écrivains. Renonçant à la polémique, il conçut l’idée de la Bibliothèque d’un homme de goût , mais, obligé d’ajourner l’exécution de cet ouvrage, il remit à son frère Esprit-Joseph les matériaux qu’il avait déjà rassemblés, et se contenta de le diriger dans ses recherches.
La congrégation de Cluny ayant été supprimée en 1787, Chaudon rentra alors dans le monde. Il habitait depuis quelque temps la petite ville de Mézin, et ses amis l’engagèrent à y fixer sa résidence. Étranger aux débats de la politique, il eut la chance d’échapper aux persécutions de la Révolution, mais elle lui enleva les trois quarts de sa petite fortune. Il fut donc dans la nécessité de chercher, à un âge avancé, des ressources dans la vente de son Dictionnaire, dont sept éditions étaient entièrement épuisées. Il en publia une huitième à Lyon en 1804, dans laquelle le supplément de Antoine-François Delandine fut refondu, et qui contient d’ailleurs diverses améliorations. Le libraire Bruyset exigea que les deux noms fussent imprimés sur le frontispice, ce à quoi Chaudon ne consentit qu’avec beaucoup de répugnance. En 1810, il prit, par l’entremise de Bruyset, de nouveaux arrangements avec Prudhomme pour la réimpression de cet ouvrage, et il lui envoya son exemplaire chargé de notes et de corrections. Il n’eut d’ailleurs aucune part à cette édition, que Pierre-Louis Ginguené a caractérisée en ces mots : « C’est le recueil le plus complet de quiproquos bibliographiques que l’on connaisse. »
Chaudon reçut dans les dernières années de sa vie un témoignage flatteur de l’estime que lui portaient les habitants de Mézin : ils firent exécuter son portrait par un habile peintre, et l’inaugurèrent solennellement dans la salle des séances de la mairie. Quoique malade, Chaudon s’occupait alors d’un ouvrage sur les locutions vicieuses, qui devait être le complément des Gasconismes corrigés de Desgrouais ; et il en a publié des fragments dans le Bulletin polymalique du musée de Bordeaux.
Dom Chaudon était membre de l’Académie d’Arcadie et de plusieurs sociétés littéraires. Chaudruc de Crazannes a publié une Notice sur Dom Chaudon, dans les Annales encyclopédiques, 1817, t. 5, p. 280. Il avait un autre frère François-Melchior, capucin, également auteur de divers ouvrages d’érudition ou de littérature.

## Publications
- Ode sur la calomnie, 1750 ;
- Échevins de Marseille, 1757, in-4° ;
- Lettre à M. le marquis de***, sur un prédicateur du 15e siècle, 1755, in-4° ;
- Le Chronologiste manuel, Avignon, 1766, in-12 ; Paris, 1770 ;On a retranché de la 2e édition l’épitre dédicatoire à Trublet.
- Nouveau Dictionnaire historique portatif, par une société de gens de lettres, Avignon, 1766 ; 4 vol. in-8° ;L’abbé Saas, qui n’en connaissait sans doute pas l’auteur, le reproduisit en 1769, avec des corrections, à Rouen, sous la rubrique d’Amsterdam. Dom Chaudon donna depuis sept éditions de cet ouvrage, qu’il porta jusqu’à 8 volumes par des additions successives. L’édition de Lyon, Bruyset, 1804, a 15 vol.in-8° ; et celle de Paris, Prudhomme, 21, en y comprenant un vol. de supplément. Le dictionnaire de Chaudon a servi de base à celui de François-Xavier de Feller, à celui de Jean-Daniel Goigoux, et au dictionnaire italien de Bassano.
- Dictionnaire antiphilosophique, 1767, 1769, 2 vol. in-8° ;Réimprimé sous le titre d’Anti-Dictionnaire philosophique, etc., Paris, 1775 ; 4e édition, 1780, 2 vol. in-8°.
- Les Grands Hommes vengés, ou Examen des jugements portés par Voltaire et autres philosophes, Lyon, 1769, 2 vol. in-8° ;
- L’Homme du monde éclairé, Paris, 1779, in-12 ;
- Leçons d’histoire et de chronologie, Caen, 1781, 2 vol. in-12 ;
- Nouveau manuel épistolaire, renfermant, par ordre alphabétique, des modèles de lettres sur les différents sujet qui se présentent dans la vie ; avec quelques avis sur Cérémonial qu'on doit y observer, Caen, G. Le Roy, 1785-1786, 2 vol. in-12 ; Compilation surpassée par celle de Philippon de la Madelaine.
- Éléments de l’histoire ecclésiastique, Caen, 1785, in-8°; nouvelle édition, 1787, 2 vol. in-12.Extrait de l’ouvrage de Fleury, continué jusqu’au pontificat de Pie VI.

Chaudon est en outre l’éditeur du Dictionnaire historique des auteurs ecclésiastiques, Lyon (Avignon), 1767, vol. in-8°; il en a composé la préface et retouché les principaux articles. On lui doit l’éloge du P. Main ; enfin il a revu les Mémoires pour servir à l’histoire de Voltaire, Amsterdam, 1785, 2 vol. in-12. Nombre de ses ouvrages sont disponibles sur Gallica.

## Éditions duNouveau Dictionnaire historique portatif
| Édition | Nombre de volumes | Source        | Liens vers les volumes en ligne |
| --- | ----------------- | ------------- | --- |
| 1766 Édition 1 Nouveau Dictionnaire Historique Portatif ou Histoire abrégée de... Amsterdam, Marc Michel Rey                                                                                                  | 4                 | Google livres | - Volume 1 - Volume 3 |
| 1769 Nouvelle Édition revue, corrigée et augmentée Nouveau Dictionnaire Historique Portatif ou Histoire abrégée de... Amsterdam, Marc Michel Rey                                                              | 4                 | Google livres | Google Recherche de livres - Volume 4 |
| 1770 Nouvelle Édition revue, corrigée d'une quantité prodigieuse de fautes et augmentée d'un grand nombre d'... Nouveau Dictionnaire Historique Portatif ou Histoire abrégée de... Amsterdam, Marc Michel Rey | 4                 | Google livres | Google Recherche de livres - Volume 2 |
| 1779 4e Édition revue, enrichie d'augmentations nombreuses et purgée de toutes les fautes Nouveau Dictionnaire Historique Portatif ou Histoire abrégée de... Caen, chez G. Le Roy                             | 7                 | Archives      | - Volume 7 |
| 1785 5e Édition revue, corrigée et considérablement augmentée Nouveau Dictionnaire Historique Portatif ou Histoire abrégée de... Caen, chez G. Le Roy                                                         | 7                 | Archives      | - Volume 4 |
| 1786 6e Édition revue, corrigée et considérablement augmentée Nouveau Dictionnaire Historique Portatif ou Histoire abrégée de... Caen, chez G. Le Roy                                                         | 7                 | Archives      | - Volume 8 |
| 1789 7e Édition revue, corrigée et considérablement augmentée Nouveau Dictionnaire Historique Portatif ou Histoire abrégée de... Caen, chez G. Le Roy & Lyon, chez Bruyset                                    | 9                 | Archives      | - Volume 9 |
| 1804 8e Édition (Chaudon-Delandine) revue, corrigée et considérablement augmentée Nouveau Dictionnaire Historique Portatif ou Histoire abrégée de... Lyon, chez Bruyset                                       | 14                | Archives      | - Volume de tables |
| 1805 Supplément 8e Édition (Chaudon-Delandine) Nouveau Dictionnaire Historique Portatif ou Histoire abrégée de... Lyon, chez Bruyset aîné et Buynand                                                          | 14                | Archives      | - Volume 13 |
| 1810 9e Édition Revue, corrigée et augmentée de 16 000 articles Nouveau Dictionnaire Historique Portatif ou Histoire abrégée de... Paris, chez Mame Frères                                                    | 14                | Archives      | - Volume 1 & & - Volume 2 & - Volume 3 - Volume 4 & - Volume 5 & - Volume 6 & - Volume 7 & - Volume 8 & - Volume 9 & - Volume 10 & - Volume 20 |
| 1811 9e Édition Revue, corrigée et augmentée de 20 000 articles Nouveau Dictionnaire Historique Portatif ou Histoire abrégée de... Paris, chez Prudhomme fils                                                 | 1                 | Archives      | - Volume 15 & |
| 1812 9e Édition Revue, corrigée et augmentée de 20 000 articles Nouveau Dictionnaire Historique Portatif ou Histoire abrégée de... Paris, chez Prudhomme fils                                                 | 5                 | Archives      | - Volume 20 & |
| 1821 Paris, Ménard et Desenne Dictionnaire historique, critique et bibliographique, contenant les vies des hommes illustres.                                                                                  | 30                | BnF Gallica   | - Volume 30 Livre en mode image et en mode texte                                                                                               |